# Jožef Cedermac
Jožef »Bepo« Cedermac, slovenski rimskokatoliški duhovnik, * 10. februar 1935, Petjag, Beneška Slovenija, † 26. avgust 1985, Petjag. 

## Življenje
Rodil se je v slovenski družini v Petjagu pri Špetru. Najprej je končal učiteljišče, potem pa še bogoslovje v Vidmu in bil leta 1963 posvečen v mašnika. Prva tri leta je bil kaplan v Orsariji (Orsaria) pri Premarjaku, potem štiri leta župnik v Tarčmunu (Tercimonte). Končal je obnovo cerkve v Tarčmunu in Čeplešiščah (Cepletischis) ter gradnjo nove cerkve v Mašerah (Masseris). Leta 1974 je bil imenovan za župnika v Prapotnem pri Čedadu, kjer je ostal župnik do leta 1985. Tudi v tej župniji je popravil več cerkev čeprav je bil več let bolan. Umrl je v domači vasi.

## Glrj tudi
- seznam slovenskih rimskokatoliških duhovnikov